# Nothing Really Matters
Nothing Really Matters è una canzone del 1999 della cantautrice statunitense Madonna. Il brano è il quinto e ultimo singolo estratto dall'album Ray of Light ed è stato scritto dalla stessa Madonna in collaborazione con Patrick Leonard.
Al brano partecipano dopo 4 anni di assenza le coriste storiche di Madonna: Donna Delory e Nikki Harris.
Inizialmente il singolo di Nothing Really Matters era stato realizzato solo per l'Europa poi, dopo più di due mesi, è stato pubblicato anche in America, ottenendo per questo motivo solo la posizione numero 93 nella classifica Billboard. In Italia il singolo debuttò alla 6 e non raggiunse posizioni più alte. Vendette in totale 900 000 copie nel mondo.

## Il video
Il video del brano, in cui Madonna interpreta una geisha, è ispirato al libro Memorie di una geisha. Madonna vestirà nuovamente i panni della geisha nel video realizzato per il Drowned World Tour, Paradise (Not for Me). È stato diretto dal regista Johan Renck nelle location di Los Angeles e New York nei giorni del 9 e 10 gennaio. Ottenne una nomination agli MTV Video Music Awards del 1999 nella categoria "Migliori effetti speciali".

## Esecuzioni dal vivo
Ai Grammy Awards del 1999 Madonna eseguì il brano dal vivo per la prima volta, aprendo la cerimonia musicale. 
La canzone viene poi scelta come numero di apertura per il The Celebration Tour (2023/2024). 

## Classifiche
| Classifica (1999) | Posizione massima |
| ----------------- | ----------------- |
| Australia         | 15                |
| Austria           | 29                |
| Belgio (Fiandre)  | 39                |
| Belgio (Vallonia) | 43                |
| Canada            | 7                 |
| Finlandia         | 6                 |
| Francia           | 48                |
| Italia            | 6                 |
| Nuova Zelanda     | 7                 |
| Paesi Bassi       | 34                |
| Regno Unito       | 7                 |
| Spagna            | 1                 |
| Svezia            | 41                |
| Svizzera          | 26                |
| USA               | 93                |